# Up to Our Hips
Up to Our Hips è il terzo album in studio del gruppo musicale alternative rock britannico The Charlatans, pubblicato nel 1994.

## Tracce
1. Come in Number 21 – 4:21
2. I Never Want an Easy Life If Me and He Were Ever to Get There – 4:07
3. Can't Get Out of Bed – 3:09
4. Feel Flows – 6:17
5. Autograph – 4:31
6. Jesus Hairdo – 3:11
7. Up to Our Hips – 4:31
8. Patrol – 6:03
9. Another Rider Up in Flames – 3:20
10. Inside-Looking Out – 5:04

## Formazione
- Tim Burgess - voce
- Mark Collins - chitarre
- Rob Collins - organo, piano, cori
- Martin Blunt - basso
- Jon Brookes - batteria